# 阿久津聡
阿久津 聡（あくつ さとし、1966年7月11日 -）は、日本の経営学者。
専攻はマーケティング、消費者心理学、ブランド論、知識経営論、行動経済学、文化心理学。
一橋大学大学院経営管理研究科(ICS)教授、日本マーケティング学会副会長。

## 経歴・人物
駒場東邦中学校・高等学校を経て、一橋大学商学部卒業。中学、高校、大学でそれぞれ留学。一橋大学大学院商学研究科修士課程修了（商学修士）。一橋大では竹内弘高に師事し産業組織論、戦略論などを学んだ。その後フルブライト奨学生としてカリフォルニア大学バークレー校ハース・ビジネススクールに留学し、ゲーム理論や心理学の勉強も始め、MS（経営工学修士）取得後、行動経済学の論文によりPh.D.（経営学博士）を取得。指導教官はデイヴィット・アーカー。
カリフォルニア大学バークレー校経営研究所研究員として、一橋大時代から指導を受けていた野中郁次郎一橋大教授とナレッジマネジメント研究にあたる。その後一橋大学商学部専任講師などを経て現職。
その他、内閣知的財産戦略本部コンテンツ専門調査会日本ブランド・ワーキンググループ委員、日本PRアワード選考委員、福島県ブランド認証制度委員、あすかコーポレートアドバイザリー株式会社社外取締役、情報・システム研究機構国立情報学研究所連携研究部門客員教授、経済産業省アジア消費トレンド研究会委員、株式会社ノジマ取締役等を歴任。
日本マーケティング学会副会長、広島県観光課外部アドバイザー、ニフティ株式会社社外取締役、株式会社大塚家具社外取締役、株式会社アダストリア社外取締役、経済産業省地域ストーリー作り研究会委員など。

## 主な著書/訳書
- 『ソーシャルエコノミー　和をしかける経済』（共著、翔泳社、2012）
- 『ブランド戦略シナリオ』（共著、ダイヤモンド社、2002）。
- 『ドラゴンフライエフェクト　ソーシャルメディアで世界を変える』（監訳書、翔泳社、2010）
- 『カテゴリー・イノベーション―ブランド・レレバンスで戦わずして勝つ』（共訳書、日本経済新聞出版社、2011）
- Dynamics of Knowledge, Corporate Systems and Innovation（Itami他編, 共著、Springer、2010）
- 『これからの経済学』（日本経済新聞社編所収、日本経済新聞出版社、2010）
- Nation Branding（Keith Dinnie編所収、Elsevier、2008）
- 『ブランド・ポートフォリオ戦略』（訳書、ダイヤモンド社、2005）
- 『心脳マーケティング 顧客の無意識を解き明かす Harvard Business School Press 』（共訳書、ダイヤモンド社、2005）
- 『ブランド・リーダーシップ』（訳書、ダイヤモンド社、2000）
- 『製品・ブランド戦略　現代のマーケティング戦略①』（青木・恩蔵編所収、有斐閣、2004）
- Hitotsubashi on Knowledge Management（Takeuchi & Nonaka編所収, 共著、Wiley & Sons、2004）
- 『知識経営実践論』（共編著書、白桃書房、2001）
- Managing Industrial Knowledge（Nonaka & Teece編所収、共著、Sage Publications、2000）